# Наумов, Сергей Петрович
Серге́й Петро́вич Нау́мов (род.30 января 1981) — вратарь сборной Казахстана и новосибирского «Сибсельмаша» (хоккей с мячом).

## Карьера
В команде «Сибсельмаш» с 1998 года. Чемпион России среди юниоров (2000) и юношей (1997, 1998). В чемпионате России провел 209 матчей. Бронзовый призёр первенства России по мини-хоккею (1999, 2004).
Многократно привлекался в юношеские и молодёжные сборные. Обладатель кубка мира среди юношей (1996).
Серебряный призёр чемпионата мира среди юниоров (2000).
Бронзовый призёр турнира на призы Правительства России (2008).
На чемпионате мира 2014 года, выступая за сборную Казахстана стал бронзовым призёром.